# 加布里埃尔·席尔瓦
加布里埃尔·莫伊塞斯·安图内斯·达席尔瓦（葡萄牙語：Gabriel Moisés Antunes da Silva，1991年5月13日—），简称加布里埃尔·席尔瓦（Gabriel Silva），是一名巴西足球运动员，现效力于法甲球队聖伊天。

## 俱乐部生涯
2010年，加布里埃尔·席尔瓦在帕尔梅拉斯开始职业足球生涯。2010年7月18日，他在和阿瓦伊的比赛中射进个人在巴甲联赛的首个进球。
2012年1月，他被意大利足球甲级联赛球队乌迪内斯买入。但是由于乌迪内斯没有欧盟球员名额，他现在乌迪内斯在西班牙的卫星球队格拉纳达注册，然后又被租借到意甲球队诺瓦拉。2012年夏季，加布里埃尔·席尔瓦终于正式加盟乌迪内斯。